# キングコモディティ証券
キングコモディティ証券株式会社（きんぐこもでぃてぃしょうけん、英文名称：King Commodity Securities Co.,Ltd.）は、かつて存在した日本の証券会社。2002年4月1日に萬成プライムキャピタル証券（現・ばんせい証券）に吸収合併された。

## 沿革
- 1948年（昭和23年）5月 - 大盛証券株式会社を資本金100万円で設立、京都証券取引所に正会員として加入。
- 1962年（昭和37年）1月 - 本社を京都市中京区東洞院に移転。
- 1963年（昭和38年）12月 - 資本金を400万円に増資。
- 1968年（昭和43年）4月 - 証券業免許制度実施に伴い、証券取引所法に基づく免許を取得。
- 1981年（昭和56年）10月 - 資本金を6000万円に増資。
- 1987年（昭和62年）10月 - 資本金を1億円に増資。
- 1990年（平成2年）4月 - 北大路営業所を開設。
- 1999年（平成11年）10月 - 明倫社株式会社と合併し、商号をキングコモディティ証券株式会社に変更[3]。
- 1999年（平成11年）10月 - 資本金を5億8000万円に増資し、東京支店を開設。
- 1999年（平成11年）12月 - 札幌支店、仙台支店、広島支店を開設。
- 2000年（平成12年）6月 - 松本支店を開設。
- 2001年（平成13年）4月 - 新潟支店を開設。
- 2002年（平成14年）4月1日 - 萬成プライムキャピタル証券株式会社と被合併し消滅。

## コマーシャル
2000年4月から2001年3月にかけてTBSテレビの番組「JNN報道特集」のスポンサーを務めており、梓みちよや高田純次を起用したCMを放送していた。